# Maladie de Mondor
Pour les articles homonymes, voir Mondor.

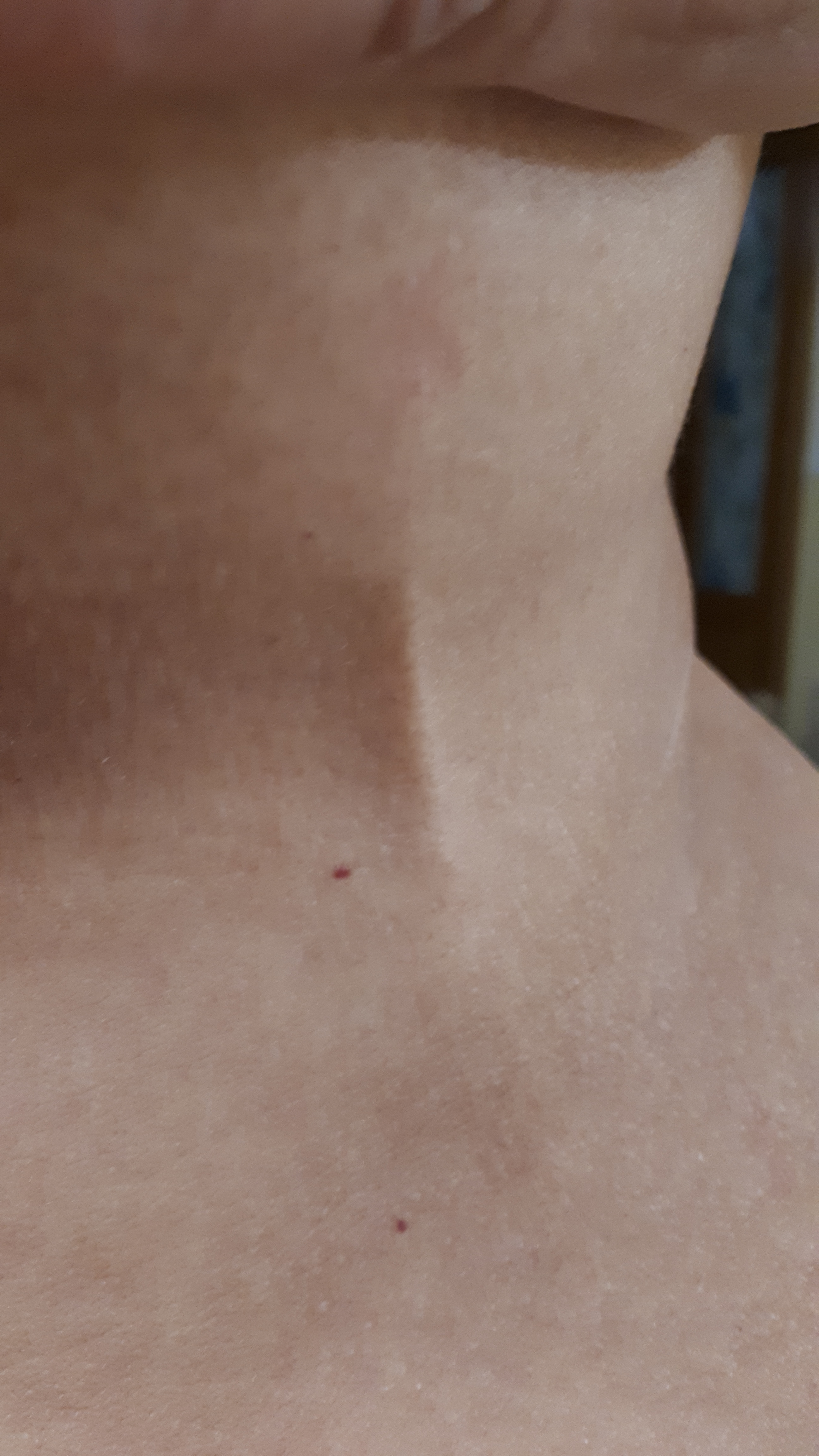
Maladie de Mondor

La maladie de Mondor est une thrombophlébite des veines au niveau de la face antérieure du thorax.

## Historique
Elle a été décrite pour la première fois par Henri Mondor (1885-1962) en 1939.

## Description
Elle se présente sous forme d'un cordon plus ou moins inflammatoire au niveau du thorax.

## Causes
Elle peut compliquer une chirurgie plastique du sein ou un cancer du sein ou encore être idiopathique c'est-à-dire sans cause connue ou retrouvée,.

## Traitement
La maladie est bénigne et le traitement uniquement symptomatique.